# Talanites mikhailovi
Talanites mikhailovi är en spindelart som beskrevs av Norman I. Platnick och Vladimir I. Ovtsharenko 1991. Talanites mikhailovi ingår i släktet Talanites och familjen plattbuksspindlar.
Artens utbredningsområde är Kazakstan. Inga underarter finns listade i Catalogue of Life.